# Icel (monarca)
Icel, o Icil (501 circa), è stato il capo degli Angli e il bisnonno di Creoda di Mercia e figlio di Eomer.

## Biografia
Secondo la tradizione era figlio Eomer, figlio di Angeltheow, figlio di Offa degli Angli figlio di Wermund, figlio di Wihtlæg, figlio di Woden. Seconda questa tradizione era il leader degli Angli al tempo del loro arrivo in Britannia. Sarebbe il padre di Cnebba, padre di Cynewald, padre di Creoda, primo sovrano di Mercia. Di fatto la storicità di questo personaggio è dubbia.